# Mattia Bottani
Mattia Bottani (sinh ngày 24 tháng 5 năm 1991) là một cầu thủ bóng đá người Thụy Sĩ thi đấu cho FC Lugano.